# Paysandu EC
Paysandu EC is een Braziliaanse voetbalclub uit Parnaíba in de staat Piauí. 

## Geschiedenis
De club werd opgericht in 1928 door mensen die uit Belém afkomstig waren en de club vernoemden naar Paysandu SC, uit die stad. Tot 1987 was het een amateurclub en nam in 1988 de profstatus aan om in het Campeonato Piauiense te kunnen spelen. In 1992 werden ze vicekampioen. Ze speelden tot 2000 in de hoogste klasse en werd daarna opnieuw een amateurclub en verdween. 